# Мельниченко, Максим Русланович
Макси́м Русла́нович Мельниче́нко (укр. Максим Русланович Мельниченко; 12 февраля 2005, Одесса) — украинский футболист, полузащитник житомирского «Полесья» и молодёжной сборной Украины.

## Клубная карьера
Родился в Одессе. Воспитанник местного «Черноморца», откуда в июле 2021 года перешёл в академию «Днепра-1». Сначала выступал за днепровский клуб в юношеском чемпионате Украины. За первую команду «Днепра-1» дебютировал 12 марта 2024 в ничейном (1:1) выездном поединке 21-го тура Премьер-лиги Украины против черкасского ЛНЗ. Максим вышел на поле на 76-й минуте вместо Сергея Горбунова. К завершению сезона 2023/24 годов успел сыграть в 2-х матчах Премьер-лиги.
В начале июля 2024 года подписал контракт со львовскими «Карпатами».

## Карьера в сборной
На международном уровне дебютировал за юношескую сборную Украины (U-16) 24 сентября 2019 года в ничейном (1:1) выездном товарищеском матче против сверстников из Бельгии. Максим вышел на поле на 41-й минуте вместо Ивана Лосенко.
Получил вызов в юношескую сборную Украины (U-19) для участия в квалификации юношеского чемпионата Европы-2024 на Мальте. Дебютировал за команду U-19 15 ноября 2023 года в победном (3:1) домашнем поединке 7-й группы квалификации юношеского чемпионата Европы (U-19) против сверстников из Мальты. Максим вышел на поле в стратовом составе и отыграл весь матч. Капитан юношеской сборной Украины в матчах элит-раунда квалификации юношеского чемпионата Европы 2024 (U-19), помог получить путевку в финальную часть чемпионата Европы.
В марте 2024 года вызван тренером Дмитрием Михайленко в окончательный список игроков юношеской сборной Украины (U-19) для участия в элит-раунде юношеского (U-19) чемпионата Европы 2024 года.